# Elburgo
Elburgo en espagnol ou Burgelu en basque mais aussi Burgu la forme normalisée basque est une commune d'Alava située dans la communauté autonome du Pays basque en Espagne.
Elle est traversée par la rivière Alegría. Burgu a une superficie de 32,39 km2, 453 habitants (2004) et une densité de population de 13,99 habitants au kilomètre carré.

## Hameaux
La commune comprend les hameaux suivants :
- Añua, concejo ;
- Arbulo (Arbulu en basque), concejo ;
- Argomaniz, concejo ;
- Azua, hameau non répertorié[2] ;
- Elburgo (Burgelu en basque), concejo, chef-lieu de la commune ;
- Gazeta, concejo ;
- Hijona (Ixona en basque), concejo.

## Présentation
Une partie de la population travaille dans les environs de Vitoria-Gasteiz, et le reste de la population se consacre à l'agriculture, et principalement la culture de céréales.
Burgu était traversée par la voie romaine allant de Bordeaux à Astorga, puis a été utilisé par les pèlerins comme une variante du Camino de Santiago.

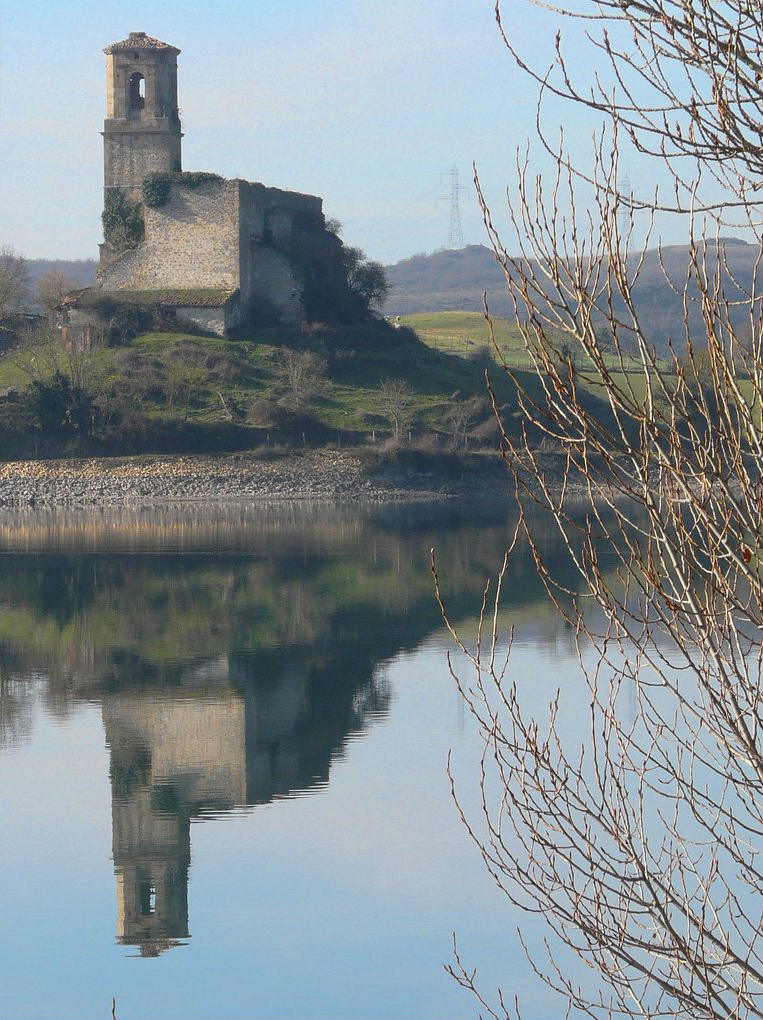
Église d'Azua au bord du réservoir d'eau d'Uribarri Ganboa

Les festivités sont le 29 juin en l'honneur de San Pedro. 